# ワニノ駅
ワニノ駅（ワニノえき、ロシア語: Станция Ванино）はロシア連邦ハバロフスク地方ヴァニンスキー地区ワニノにある、ロシア鉄道（РЖД）の駅。
バイカル・アムール鉄道（バム鉄道）の駅であることに加え、サハリンのホルムスク（真岡）へ向かうワニノ・ホルムスク鉄道連絡船の接続駅でもある。また、ユーラシア大陸最東端の駅である。

## 当駅を発着する旅客列車
- 351 (352)列車：ソヴィエツカヤ・ガヴァニ駅 - ウラジオストク駅[3]

## 歴史
1947年に駅が開業。駅の建設はソビエト連邦軍の鉄道労働従事者と日本軍の捕虜により行われた。
1973年6月27日にワニノ・ホルムスク鉄道連絡船の運行を開始した。

## 駅構造
単式ホーム1面1線を有する地上駅。駅舎は2階建てであり、ワニノ・ホルムスク鉄道連絡船のフェリーターミナルの機能も兼ね備えている。そのため連絡船の乗船券は駅舎内にて購入可能である。

## 駅周辺
駅舎は駅の東側にあり、駅前は操車場とワニノ港がある。一方ワニノの市街地は駅裏側（西側）にあり、駅北側にあるガード下を通らないと行けない。

## 隣の駅
ロシア鉄道
バイカル・アムール鉄道
351列車・352列車
トキ駅 - ワニノ駅 - ソヴィエツカヤ・ガヴァニ＝ソルト駅